# Bremar Cup 1974
Il Bremar Cup 1974 è stato un torneo di tennis. È stata la 4ª edizione del torneo, che fa parte dei Tornei di tennis femminili indipendenti nel 1974. Si è giocato a Londra in Gran Bretagna, dall'11 al 16 novembre 1974.

## Campionesse

### Singolare
Virginia Wade ha battuto in finale  Julie Heldman con il punteggio di 7–6, 6–2

### Doppio
Virginia Wade /  Sharon Walsh hanno battuto in finale  Lesley Charles /  Sue Mappin con il punteggio di 6–2, 6–7, 6–2